# Conus pustulatus
Conus pustulatus é uma espécie de gastrópode do gênero Conus, pertencente a família Conidae.